# Elettrone degenerato
L'elettrone degenere è una particolare condizione del gas che compone una stella, che devia dall'andamento statistico normale detto di equilibrio termodinamico.
In condizioni normali, infatti, la pressione del gas è una funzione che dipende essenzialmente da due parametri (temperatura e densità del gas). 
Nel caso di degenerazione, invece, il gas tende a seguire una differente distribuzione statistica (non più cioè quella dell'equilibrio termodinamico detta di Maxwell-Boltzmann) che prende il nome di distribuzione di Fermi-Dirac.
In questa distribuzione, rientra lo studio di un gas composto di soli elettroni e la cui pressione, in questo caso, sarà una funzione che dipenderà unicamente dalla densità stessa del gas. Volendo, inoltre, si potrebbero considerare due casi di degenerazione: quello non relativistico e quello relativistico, a seconda che il momento della quantità di moto massimo (momento di Fermi) che le particelle possono occupare in una distribuzione degenere sia molto più piccolo o all'incirca uguale alla quantità {\displaystyle m_{e}\cdot c}, dove {\displaystyle m_{e}} è la massa dell'elettrone e {\displaystyle c} è la velocità della luce.

## Gas di Fermi
Consideriamo un sistema quantistico di molte particelle, e guardiamone lo spazio delle fasi. A causa del principio di esclusione, lo spazio delle fasi può essere diviso in tante celle discrete, ognuna di volume
{\displaystyle V=\Delta x\Delta y\Delta z\Delta p_{x}\Delta p_{y}\Delta p_{z}\geq h^{3}}
e che può contenere al più s particelle, essendo s il numero di stati di spin (s=2 per elettroni, protoni, neutroni).
Per una distribuzione sferica di particelle compresa entro un raggio massimo {\displaystyle R} ed un momento massimo {\displaystyle p_{F}}, il numero di particelle sarà:
{\displaystyle N=s{\frac {4\pi }{3}}R^{3}{\frac {4\pi }{3}}p_{F}^{3}{\frac {1}{h^{3}}}}
e, quindi, la densità di particelle per unità di volume spaziale sarà:
{\displaystyle n={\frac {N}{{\frac {4\pi }{3}}R^{3}}}=s{\frac {4\pi }{3}}\left({\frac {p_{F}}{h}}\right)^{3}}
dalla quale ricaviamo l'espressione del momento massimo {\displaystyle p_{F}}, detto momento di Fermi
{\displaystyle p_{F}=\left({\frac {3}{4\pi }}{\frac {n}{s}}\right)^{\frac {1}{3}}h}
e dal quale si ricava l'energia di Fermi
{\displaystyle E_{F}={\frac {p_{F}^{2}}{2m}}={\frac {1}{2m}}\left({\frac {3}{4\pi }}{\frac {n}{s}}\right)^{\frac {2}{3}}h^{2}}
e l'energia media di un elettrone sarà
{\displaystyle {\bar {E}}={\frac {\int _{0}^{p_{F}}{\frac {p^{2}}{2m}}4\pi p^{2}\,dp}{\int _{0}^{p_{F}}4\pi p^{2}\,dp}}={\frac {1}{2m}}{\frac {3p_{F}^{5}}{5p_{F}^{3}}}={\frac {3}{5}}E_{F}}
Quindi se tutti gli elettroni hanno energia minore di {\displaystyle E_{F}} il gas si dice degenere e gli si può associare una pressione definita in modo termodinamico (se consideriamo {\displaystyle \gamma } il coefficiente adiabatico e {\displaystyle \varepsilon } la densità di energia):
{\displaystyle p_{d}=(\gamma -1)\varepsilon ={\frac {2}{3}}n{\bar {E}}={\frac {1}{5m}}\left({\frac {3}{4\pi s}}\right)^{\frac {2}{3}}h^{2}n^{\frac {5}{3}}}
detta Pressione di degenerazione.

## Ruolo della pressione nelle stelle
La pressione di degenerazione è sempre presente in una stella, ma non fornisce un contributo decisivo al suo sostentamento, poiché ordinariamente minore della pressione {\displaystyle p=2nkT}. Se la stella è in una fase di collasso gravitazionale, può accadere che la pressione di degenerazione cresca tanto da superare di gran lunga la pressione ordinaria, a causa dell'aumento di densità della stella. Questo avviene quando la densità raggiunge il valore critico
{\displaystyle n\geq n_{Q}=\left({\frac {2\pi m_{e}kT}{h^{2}}}\right)^{\frac {3}{2}}}
da cui si vede che, anche per temperature relativamente alte, gli elettroni sono degeneri, a patto che la densità sia sufficientemente alta.
Tutto questo è di fondamentale importanza per il sostentamento delle nane bianche e delle stelle di neutroni, le quali si formano entrambe quando, in seguito ad un collasso, la pressione di degenerazione (degli elettroni nelle prime, e dei neutroni nelle seconde) diventa sufficientemente alta da contrastare la pressione gravitazionale.